# Plays the Music of Harold Arlen
Tommy Flanagan Plays the Music of Harold Arlen – album muzyczny amerykańskiego pianisty jazzowego Tommy’ego Flanagana, na którym muzyk nagrał utwory skomponowane przez Harolda Arlena. Nagrania zrealizowano w SNS Productions w Nowym Jorku 30 września i 2 października 1978. Album (LP) został wydany w Japonii przez firmę Trio Records (PA 9143), potem ukazała się reedycja firmy DIW (DIW-25030). Amerykański LP wydany został przez firmę Inner City (IC 1071) w 1980.

## Muzycy
- Tommy Flanagan – fortepian
- George Mraz – kontrabas
- Connie Kay – perkusja
- Helen Merrill – śpiew (w "Last Night When We Were Young")

## Lista utworów (LP)
Strona A
| 1. | "Between The Devil And The Deep Blue Sea" | 5:46  |
|    |                                           |       |
| 2. | "Over the Rainbow"                        | 4:20  |
|    |                                           |       |
| 3. | "A Sleepin' Bee"                          | 6:01  |
|    |                                           |       |
| 4. | "Ill Wind"                                | 6:33  |
|    |                                           |       |
|    |                                           | 22:40 |
|    |                                           |       |
Strona B
| 5. | "Out Of This World"                           | 6:30  |
|    |                                               |       |
| 6. | "One For My Baby (And One More For The Road)" | 3:45  |
|    |                                               |       |
| 7. | "Get Happy"                                   | 5:11  |
|    |                                               |       |
| 8. | "My Shining Hour"                             | 5:15  |
|    |                                               |       |
| 9. | "Last Night When We Were Young"               | 5:59  |
|    |                                               |       |
|    |                                               | 26:40 |
|    |                                               |       |

## Informacje uzupełniające
- Produkcja – Helen Merrill
- Tekst wkładki przy płycie – Leonard Feather